# Sever Antiohijski
Sever Antiohijski (oko 465. - oko 538./oko 539./oko 542.) bio je posljednji nekalcedonski patrijarh koji je stolovao u Antiohiji i koji se smatra jednim od osnivača Sirske pravoslavne Crkve. U Istočnim pravoslavnim Crkvama Sever Antiohijski smatra se svetcem. Rođen je oko 465. u Sozopolisu u Pizidiji kao poganin, a kasnije se krstio u Tripoliju u današnjem Libanonu.

## Život
Ubrzo nakon što je pokršten, Sever je postao akefal te se čak odaljio i od kršćanske Crkve za koju je smatrao da je prihvatila nestorijanstvo. Odbacivši odluke Kalcedonskog sabora otišao je u nekalcedonski samostan u Gazi u luci Majuma. Tu se susreo s Petrom Iberijskim koga je za biskupa Gaze imenovao Teodozije, nekalcedonski redovnik koji je uzurpirao Jeruzalemsku patrijaršiju. U to vrijeme Sever se pridružio nekaldeconskom bratstvu pod vodstvom arhimandrita Mamasa u Eleuteopolisu. Sever je odbacio Henotikonski edikt cara Zenona koji je pokušao ublažiti razlike između pristaša i protivnika Kalcedonskog sabora te udario anatemom nekalcedonskog Petra Mongosa, aleksandrijskog patrijarha zbog prihvaćanja edikta. Sever se nakon toga našao u egipatskom samostanu pod vodstvom opata Nefalija, koji je kasnije prihvatio Kalcedonski sabor i, zbog neslaganja, izbacio iz samostana Severa i njegove pristaše.
Sever je raspirio vjerske sukobe u Aleksandriji koji su se okončavali krvoprolićem i požarima. Da bi izbjegao kaznu, Sever je, podržan s još dvjestotinjak nekalcedonskih redovnika, pobjegao u Konstantinopol. Anastazije I. koji je naslijedio Zenona, bio je također protivnik Kalcedonskog sabora, pa je Severa u Konstantinopol primio s počastima. Njegova pojava u Konstantinopolu izazvala je borbu između redovnika pristaša i protivnika Kalcedonskog sabora. Sukob se okončao 511. s poniženjem Anastazija, privremenim trijumfom patrijarha od Konstantinopola Makedona II. i preokretom u nekalcedonskom pokretu. Te iste godine Anastazije je željno poslao da preuzme upražnjeno mjesto vrhovnika Antiohijske patrijaršije. Na dan svečanog ustoličenja udara anatemom na Kalcedonski sabor i prihvaća Henotikonski edikt cara Zenona kojeg je ranije odbacio. Ušao je u savez s prelatima Timotejem I. od Konstantinopola i Ivanom II. Aleksandrijskim te u savez primio i Petra Monogosa i drugim vodećim pripadnicima akefala. U kršćanskom svijetu se činilo da su protivnici kalcedonskog sabora trijumfirali. Ponosan na svoje patrijarško dostojanstvo i pod zaštitom cara, Sever je poslao pisma drugim prelatima u kojima od njih zahtjeva stupanje u savez. U pismima je udario anatemom na Kalcedonski sabor i na sve koji drže da postoje dvije naravi u Kristu. Mnogi su odbacili Severove zahtjeve, no nekalcedonstvo je imalo prevlast u istočnom kršćanstvu. Ivan Aleksandrijski i Sever su razmjenjivali sinodska pisma i to je prvi primjer komunikacije među Istočnim pravoslavnim Crkvama koja se održava i danas.
Severov trijumf bio je, međutim, kratak. Za vrijeme njegova predsjedanja Antiohijskom patrijaršijom preminuo je njegov car zaštitnik Anastazije kojeg je naslijedio Justin I. koji je prihvatio Kalcedonski sabor. Nekalcedonske prelate su svugdje zamijenili kalcedonski, a Sever je bio među prvima koji su izgubili službu. Irinej, grof Istoka, dobio je naređenje da uhiti Severa, no Sever je umakao prije njegova dolaska isplovivši u rujnu 518. za Aleksandriju. Severa je na čelu Antiohijske patrijaršije zamijenio Pavao I. Na Severa i njegove doktrine udareno je anatemom na raznim koncilima. U Aleksandriji ga je dočekao papa Timotej III. i njegove pristaše, a smatran je prvakom pravovjerja u borbi protiv nestorijanstva. Zbog svojih naučavanja i uvjerenja imao je autoritet "os omnium doctorum", a dan njegova dolaska u Egipat kopti su dugo vremena slavili. Aleksandrija je uskoro postala utočište nekalcedonisti svakojakih mišljenja, a za cara su bili isuviše brojni da ih napada. Među tom skupinom nekalcedonista pojavilo se novo kristološko pitanje glede iskvarenosti Kristova tijela prije Uskrsnuća. Prijepor oko pitanja su vodili Sever i Julije Halikarnaški. Julijeve pristaše prozvane su aftarodeketima i fantazijastima, dok su Severove pristaše nazvane ftaltoratima, korputikolima i kristolatrima. Rasprava je bila žestoka i dugačka i nikada nije okončana, no suvremeni istočni pravoslavci drže kako je u raspravi pobijedio Sever.
Nakon nekoliko godina u Egiptu provedenih u književnom radu i polemičkoj aktivnosti, Severa je pozvao Justinov nasljednik Justinijan, čija je supruga Teodora favorizirala Severa. Justinijan je bio svjestan uzbune koju je izazvala dugačka teološka rasprava. Severu je rečeno da je on vrhovnik nekalcedonske stranke i da samo kroz njegov utjecaj može doći do ujedinjenja. U to vrijeme, 535. na čelo Carigradske patrijaršije postavljen je Antim I. pod utjecajem Teodore. Antim je bio nekalcedonist koji se kasnije srčano pridružio Severu i njegovim suradnicima, Petru od Amapeje i Zoarasu, s ciljem da se nekalcedonsko naučavanje prizna kao carska vjeroispovijest. Ovakvo djelovanje nekalcedonista dovelo je Konstantinopol u stanje društvenog nereda, a mnogi su se žitelji Konstantinopola i priklonili nekalcedonskom naučavanju. Tek posredstvom pape Agapeta I., koji je bio prisutan u Carigradu zbog političkih pitanja, nekalcedonisti Antim i Timotej bili su zbačeni. Novi carigradski patrijarh Menas sazvao je sinodu u svibnju i lipnju 536. na kojoj se raspravljalo o kalcedonskom pitanju. Sever i njegovi suradnici bili su protjerani i na njih je ponovno udareno anatemom. Odluku sinoda je ratificirao Justinijan. Severova djela bila su zabranjena, a po Justinijanovim Novelama svatko tko ih je posjedovao, a nije ih spalio, bio bi kažnjen amputacijom desne ruke. Sever se vratio u Egipat kog vjerojatno nije do smrti napuštao. Godina smrti mu nije točno utvrđena, pa tako postoje pretpostavke da je umro 538., 539. ili 542. Prema Ivanu Efeškom umro je u egipatskoj pustinji.